# Tverrseten
Der Tverrseten (norwegisch für Querungssitz) ist ein vereister Bergsattel im ostantarktischen Königin-Maud-Land. Im Mühlig-Hofmann-Gebirge verläuft er zwischen dem Setenuten und dem Petrellfjellet.
Norwegische Kartographen, die ihn auch benannten, kartierten ihn anhand von Vermessungen und Luftaufnahmen der Norwegisch-Britisch-Schwedischen Antarktisexpedition (1949–1952) und Luftaufnahmen der Dritten Norwegischen Antarktisexpedition (1956–1960).